# Чемпіонат Швеції з футболу 1911—1912
Svenska Mästerskapet 1912 — чемпіонат Швеції з футболу. Проводився за кубковою системою. У чемпіонаті брали участь 27 клубів. 
Чемпіоном Швеції вперше став клуб «Юргорден» ІФ (Стокгольм).

## Півфінал
22 вересня 1912 «Ергрюте» ІС (Гетеборг) — АІК Стокгольм 1:0
22 вересня 1912 «Юргорден» ІФ (Стокгольм) — ІФК Ескільстуна 4:1

## Фінал
13 жовтня 1912 «Юргорден» ІФ (Стокгольм) — «Ергрюте» ІС (Гетеборг) 0:0
10 листопада 1912 «Ергрюте» ІС (Гетеборг) — «Юргорден» ІФ (Стокгольм) 2:2
17 листопада 1912 «Юргорден» ІФ (Стокгольм) — «Ергрюте» ІС (Гетеборг) 3:1
——————————————————————————————————————————
Svenska Serien 1911/12 — змагання з футболу у форматі вищого дивізіону. У турнірі брали участь 7 клубів.

## Підсумкова таблиця
|   | Команда                      | І  | В | Н | П | М       | О  |
| - | ---------------------------- | -- | - | - | - | ------- | -- |
| 1 | «Ергрюте» ІС (Гетеборг)      | 11 | 8 | 1 | 2 | 29 : 20 | 17 |
| 2 | «Юргорден» ІФ (Стокгольм)    | 10 | 6 | 2 | 2 | 19 : 14 | 14 |
| 3 | ІФК Гетеборг                 | 11 | 4 | 3 | 4 | 28 : 27 | 11 |
| 4 | AIK Стокгольм                | 10 | 4 | 1 | 5 | 25 : 23 | 9  |
| 5 | ІФК Норрчепінг               | 9  | 2 | 2 | 5 | 15 : 25 | 6  |
| 6 | Гетеборг ФФ                  | 7  | 1 | 2 | 4 | 12 : 17 | 5  |
| 7 | Марієбергс ІК                | 6  | 1 | 1 | 4 | 9 : 11  | 3  |
| - | «Вікінгарнас» ФК (Стокгольм) | 1  | 1 | 0 | 0 | 3 : 1   | 2  |
| - | ІФК Ескільстуна              | 1  | 0 | 0 | 1 | 0 : 7   | 0  |